# Le Vengeur (Maupassant)
Pour les articles homonymes, voir Le Vengeur.
Le Vengeur est une nouvelle de Guy de Maupassant, parue en 1883.

## Historique
Le Vengeur est initialement publiée dans la revue Gil Blas du 6 novembre 1883, sous le pseudonyme de Maufrigneuse, puis dans le recueil posthume Le Colporteur en 1900.

## Résumé
Antoine Leuillet se marie après dix années d’attente à Mathilde Souris. Elle avait en premières noces épousé son ami Souris, il avait bien essayé à l’époque de la courtiser mais Souris était plus riche.
Il laisse passer quinze mois de veuvage, fait sa demande qui est acceptée, et le voici l’homme le plus heureux du monde.
Heureux, pas tout à fait, car il en veut à Souris d’avoir eu pour lui sa femme avant lui. Il ne cesse de la questionner sur les relations qu’elle avait avec lui. Mathilde, finaude, tourne toutes les comparaisons à l’avantage de Leuillet, mais un jour, elle fait l’erreur de lui avouer qu’elle avait trompé Souris. Aussitôt, Leuillet la frappe et il sent monter en lui une haine contre cette femme qui avait trahi son ami.

## Thème
On peut retrouver la trame de cette nouvelle reprise à peu de chose près (avec de nombreuses similitudes dans le texte) dans le roman Bel-Ami (1885) au cours du chapitre II de la seconde partie, la fin seule du chapitre étant différente : Madeleine n'avouant son adultère qu'à moitié par un sourire ambigu, Duroy ne la frappe pas (même s'il brûle de le faire) mais en conçoit tout de même une vive rancœur à son égard et, comme dans la nouvelle, se réconcilie avec la mémoire de Forestier, jouet d'une femme adultère.
À noter que dans Le Vengeur comme dans Bel Ami, Maupassant ne jette pas la pierre à la femme adultère, mais se moque plutôt de la jalousie du nouveau mari à l'égard de son défunt prédécesseur, jalousie somme toute déplacée.

## Éditions
- Le Vengeur, dans Maupassant, Contes et Nouvelles, volume I, texte établi et annoté par Louis Forestier, Bibliothèque de la Pléiade, éditions Gallimard, 1974  (ISBN 978-2-07-010805-3).